# Mounif Nehmeh
Mounif Abdul Latif Nehmeh (Sidone, 8 novembre 1977) è un architetto e costruttore libanese.

## Biografia
Mounif Abdul Latif Nehmeh ha studiato presso l'Université des Beaux-Arts, di Beirut in Libano, diplomandosi nel 2000 con lode e ricevendo la laurea magistrale con lode nel 2002. Ha inoltre ottenuto una serie d'importanti riconoscimenti nel corso della sua carriera.
Nehmeh conduce la propria attività di architetto in Kuwait e Qatar ideando e realizzando opere iconiche e rilevanti progetti di sviluppo nei settori pubblico e privato.  Nel 2003 fonda l'azienda "MNA Group", un general contractor per applicazioni industriali, commerciali, progetti istituzionali, civili e ad alta densità residenziale, che mantiene anche uno studio internazionale di design e di costruzioni.
Oggi Nehmeh è un noto esecutore di progetti prestigiosi in Kuwait e in Qatar, dove il suo coinvolgimento nel settore di progettazione, sviluppo e realizzazione gli ha assicurato una reputazione eccellente in tutti i paesi arabi, soprattutto per progetti di riferimento. Nehmeh è un membro attivo di numerose organizzazioni professionali e civili, dove esercita grande influenza, e mantiene amicizie personali con membri d'elite delle famiglie reali di Kuwait e Qatar.
Nel corso degli ultimi dieci anni, Nehmeh ha progettato e costruito, con soci anziani, progetti in Kuwait e Qatar per un valore maggiore a 600 milioni di dollari.
Nehmeh ha progettato e realizzato una serie di edifici notevoli in tutti i paesi arabi, i più indicativi dei quali sono elencati di seguito. L'elenco comprende anche progetti che non sono mai stati attuati, progetti di costruzione e progetti la cui realizzazione deve ancora iniziare.

## Progetti concettuali
- New York, USA, World Trade Center, progetto di ricostruzione
- S-200, progetto di costruzione del più grande yacht di lusso del mondo
- Dubai, Arab Icon, progetto per costruzione città verticale
- Qatar, progetto Millennium City, sviluppo di isole galleggianti

## Principali realizzazioni
- 2010 - 2012 Arabia Saudita, sviluppo, ingegneria e gestione del progetto, principe Sultan bin Abdulaziz Al Saud, principe ereditario dell'Arabia Saudita, progetto ad uso misto
- 2010 - 2012 Kuwait, sviluppo ingegneristico e gestione del progetto, sceicco Nawaf Al-Ahmad Al-Jaber Al-Sabah, palazzo privato
- 2010 - 2012 Kuwait, sviluppo ingegneristico e gestione del progetto, sceicca Bibi Al-Fahad Al-Ahmed Al-Sabah, progetto residenziale privato
- 2010 - 2012 Kuwait, sviluppo ingegneristico e costruzione, sceicco Ahmad Meshal Al-Ahamad Al–Jaber Al-Sabah, progetto residenziale privato
- 2010 - 2012 Qatar, design e finitura, sceicco Nawaf bin Jassim bin Jabor Al Thani, palazzo privato
- 2010 - 2012 Kuwait, sviluppo ingegneristico e costruzione, Fawaz Khalid Al-Marzouq, centro commerciale
- 2010 - 2012 Kuwait, gestione del progetto e costruzione, Youssef Khalid Al-Marzouk, resort privato
- 2010 - 2012 Kuwait, sviluppo ingegneristico , Jawad Bukhamseen, moschea
- 2010 - 2012 Kuwait, sviluppo ingegneristico , Al-Kuwait La'ala Co, edificio ad uso commerciale
- 2010 - 2012 Kuwait, sviluppo ingegneristico e finitura interni, Raed Tower, edificio ad uso misto
- 2010 - 2012 Kuwait, sviluppo interni, finitura interni ed esterni, Crystal Tower, grattacielo - edificio ad uso misto
- 2010 - 2012 Kuwait, sviluppo interni, realizzazione interni ed esterni, Crowne Plaza, Hotel
- 2010 - 2011 Kuwait, sviluppo e realizzazione interni, Bukhamseen Group Holding, sviluppi commerciali
- 2010 - 2012 Kuwait, sviluppo ingegneristico e finitura, Al Osaimi, centro commerciale
- 2010 - 2012 Kuwait, design e realizzazione interni, LB, progetto residenziale
- 2010 - 2012 Kuwait, realizzazione interni, Al Hajeri, edifici residenziali
- 2009 - 2011 Kuwait, sviluppo interni e costruzione, Marzouq Al-Marzouq, resort privato
- 2009 - 2010 Kuwait, sviluppo interni e realizzazione, Kuwait National Petroleum Company, sede centrale
- 2008 - 2010 Kuwait, sviluppo interni, Loay Jassim Al-Kharafi, torre
- 2008 - 2010 Kuwait, sviluppo ingegneristico e costruzione, Bukhamseen Group Holding, villaggi turistici privati
- 2008 - 2010 Kuwait, sviluppo interni, Khaled Al Sabti, ospedale
- 2007 - 2008 Kuwait, sviluppo interni e realizzazione, Hamad M. Al-Wazzan, sede centrale Ford
- 2006 - 2008 Kuwait, sviluppo ingegneristico e realizzazione interni, Kuwait International Bank, sede centrale
- 2006 - 2012 Kuwait, sviluppo ingegneristico e realizzazione interni, Kuwait International Bank, filiali autonome
- 2005 - 2008 Kuwait, sviluppo interni, Dubai, National Bank of Kuwait, sportelli bancari privati
- 2004 - 2006 Kuwait, sviluppo ingegneristico e costruzione, Boubyan Bank, sede centrale
- 2003 - 2005 Kuwait, sviluppo ingegneristico e costruzione, Boubyan Bank, filiali

## Progetti in corso e futuri
- Qatar, sviluppo ed ingegneria, Qatar Islands, isole
- Kuwait, sviluppo ingegneristico e finitura interni, Torre Platinum
- Kuwait, sviluppo ingegneristico e costruzione, OB, resort privato
- Kuwait, sviluppo ingegneristico e costruzione, Marzuk Al-Marzuk, centro commerciale nel deserto
- Kuwait, sviluppo ingegneristico e costruzione, DC, progetto residenziale privato
- Kuwait, sviluppo ingegneristico e costruzione, Kuwait International Bank, nuove filiali
- Kuwait, sviluppo ingegneristico e costruzione, SH, Mega centro commerciale al dettaglio